# Le Mistral (film)
Pour plus de détails, voir Fiche technique et Distribution.
Le Mistral est un film français réalisé par Jacques Houssin, sorti en 1943.
L'histoire se déroule dans un port méridional ; aux côtés de Roger Duchesne, la distribution rassemble quelques interprètes des films de Marcel Pagnol tels que Fernand Charpin, Orane Demazis, Andrex ou Ginette Leclerc.

## Fiche technique
Source : Cinémathèque française (Bifi)
- Réalisation : Jacques Houssin
- Scénario et dialogues : Jacques Houssin et Jacques Carton d'après son roman éponyme
- Photographie : Paul Cotteret
- Photographe de plateau : Lucienne Chevert[1]
- Montage : Jacques Grassi
- Musique : Vincent Scotto
- Société de production : S.P.D.F.
- Pays d'origine :  France
- Format : noir et blanc
- Genre : Comédie
- Durée : 75 minutes
- Date de sortie : 
  - France - 8 avril 1943
- Affiche : Fernand François (France)

## Distribution
- Roger Duchesne : Philippe
- Ginette Leclerc : Stella
- Fernand Charpin : le curé
- Orane Demazis : Françoise
- Paul Ollivier : Siméon
- Andrex : Charles
- Jacques Bertin
- François Dupriet
- Fernand Flament
- Richard Francoeur : le vicaire général
- Frédérique
- Jane Maguenat
- Maurice Marceau : un inspecteur
- Georges Péclet : l'inspecteur général
- Maurice Salabert
- Félicien Tramel : Florentin
- Eugène Yvernès